# 绍珀滕
绍珀滕（法語：Schopperten，发音：[ʃɔpəʁtən]）是法国下莱茵省的一个市镇，属于萨韦尔讷区和英维莱尔县（Ingwiller）。该市镇总面积4.19平方公里，2009年时的人口为402人。

## 人口
绍珀滕人口变化图示